# Переда, Антонио
Анто́нио Пере́да-и-Сальга́до (исп. Antonio de Pereda y Salgado; 1611, Вальядолид — 1678, Мадрид) — испанский художник.
Антонио Переда является представителем испанского барокко.
Антонио Переда и Сальгадо родился в Вальядолиде в 1611 году. Он был старшим из трёх братьев. Его отец, мать и два брата были художниками. Будущий художник учился у мастера Педро де лас Куэвас, затем копировал полотна венецианских художников в мадридском королевском дворце. Был взят под покровительство влиятельного Джованни Баттисты Крешенци. Писал картины религиозного и исторического содержания; натюрморты, в которых тщательно выписывает мельчайшие подробности изображаемого; был мастером колорита.
Наиболее известные работы Антонио Переды:
- Аллегория (Жизнь есть сон), Мадрид, Академия Сан Фернандо
- "Спасение Генуи маркизом де Санта Крус". 1634 г. Мадрид, Прадо.
- Святой Иероним, Мадрид, Прадо
- Святой Ильдефонсо и Мадонна, Париж, Лувр.